# Przysucha
Przysucha (udtale:[pʂɨˈsuxa])  er en by der ligger i det østlige, centrale Polen, i den sydvestlige  del af voivodskabet Masovien (Województwo mazowieckie) og har 5.572(2021) indbyggere og et areal på 6,98 km². Den er administrationsby i powiatet (amt) Przysucha. Den ligger omkring 100 km sydvest for Warszawa og 40 km vest for Radom.
Przysucha ligger ved floden Radomka ved nationalvej nr. 12. Jernbanestationen Przysucha ligger i landsbyen Skrzyńsko, på strækningen fra Radom til Łódź.

## Historie
Første omtale af Przesucha, som den hed dengang, er fra 1415. I begyndelsen af det 16. århundrede tilhørte landsbyen Morsztyn-familien. Przysucha havde en kro, en vandmølle og en smedje, og  tilhørte Skrzyńsko sogn. Den 11. december 1710 udstedte  kong August 2. den Stærke et kongeligt privilegium, der gav håndværkere lov til at slå sig ned i byen, og der blev etableret et ugentligt marked.